# ماعز البور

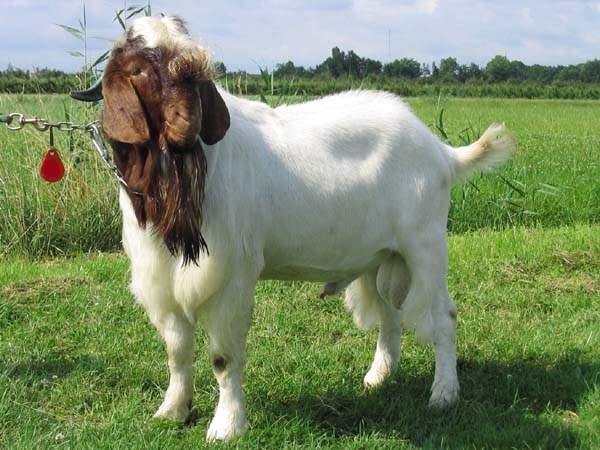
ماعز البور

## المنشأ
نشأت ماعز البور في جنوب إفريقيا عن طريق الانتخاب، ومن جنوب إفريقيا انتشرت هذه السلالة إلي قارات العالم الست، وذلك لان ماعز البور يتأقلم بسهولة مع الظروف البيئية المختلفة، الهدف الأساسي من تربية هذه السلالة هو إنتاج اللحم.

## الخصائص
متخصصة في إنتاج اللحم_(يمتاز لحمها بالجودة)_و انخفاض نسبة الدهون، وتمتاز المواليد بسرعة النمو، وتصل إلى ما يقارب 30 كيلوغرام في عمر ثلاثة أشهر، ويزيد وزن الذكور بعد الفطام مباشرة بمعدل 250 جم/يوم والعنزات 186 جم/يوم .
كما تمتاز بأعلى نسبة خصوبة حيث تشيع (تشبق) العنزات كل 18 - 21 يوم لمدة 37.4 ساعة في المتوسط وتلد الأنثى غالبا توائم ثنائية أو ثلاثية وقليلا ما تلد ولادات فردية. تصل الأنثى إلي البلوغ الجنسي عند عمر 6 شهور وذكور عند 5 - 6 شهور ويمكنها تلقيح الإناث عند وزن 32كجم، وهي مكتنزة الجسم متناسقة التكوين والألوان وغالباً بيضاء اللون ذات رأس ورقبة بنية اللون، غالبا بقرون وثقيلة الوزن، يصل وزن التيس 90 - 120 كجم والعنزة 80 - 90 كجم وإنتاجها من اللبن يكفي نتاجها، وتنتج من اللبن حوالي 3-4 كجم يوميا.